# Nord LB Open 2007
Il Nord LB Open 2007 è stato un torneo di tennis facente parte della categoria ATP Challenger Series nell'ambito dell'ATP Challenger Series 2007. Il torneo si è giocato a Braunschweig in Germania dal 18 al 24 giugno 2007 su campi in terra rossa.

## Vincitori

### Singolare
Óscar Hernández ha battuto in finale  Florian Mayer con il punteggio di 6–2, 1–6, 6–1

### Doppio
Tomas Behrend /  Christopher Kas hanno battuto in finale  Óscar Hernández /  Carlos Poch-Gradin con il punteggio di 6–0, 6–2